# Walter Ernsting
Walter Ernsting (álnéven: Clark Darlton) (Koblenz, 1920. június 13. – Salzburg, 2005. január 15.) német tudományos-fantasztikus regényíró, 300 regényt és több tucat novellát írt.

## Élete
Már fiatalon, tízéves korában elkezdte a fantasztikus regényeket olvasni. 1939-ben már szenvedélyes rajongóvá vált, mindent elolvasott, amihez csak németül vagy angolul hozzá tudott férni. A második világháborúban egy híradós egységnél szolgált, 1945-ben szovjet hadifogságba esett, Kazahsztánba, Karagandába került, ahonnan csak 1952-ben szabadult.
A továbbiakban tolmácsként a brit megszálló hatóságok alkalmazták. Itt sci-fi kedvelő brit tiszteken keresztül került kapcsolatba az angol-amerikai tudományos fantasztikus irodalommal. 1954-től fordítóként és szerkesztőként a Pabel Kiadónál helyezkedett el: angol nyelvű szerzők német megjelenéseit gondozta.
Első regényét (UFO az éjszakai égen, UFO am Nachthimmel) 1955-ben Clark Darlton néven jelentette meg, magát mint a kötet fordítóját tüntette fel. Ezért a könyvért két évvel később megkapta a német Hugo-díjat. A továbbiakban a hatvanas évek elejéig még számos további igen sikeres regényt írt. 1961-ben Karl Herbert Scheerrel kitalálták – népszerűvé vált – fantasztikus hősüket, Perry Rhodan alakját, és Darlton három évtizeden éven át ontotta a folytatásokat (a Perry Rhodan-sorozatban 192 füzetes regénye jelent meg). A Der Eisenfresser (A vaszabáló) című, a Hádesz nevű bolygón játszódó űr-kalandregénye a Terra Extra sorozat 87. füzeteként 1962-ben jelent meg.
Ernsting a nyolcvanas évek elején Írországba költözött. A Perry Rhodan-sorozattól 1992-ben vált meg. Később egészségügyi okok miatt visszaköltözött a kontinensre: gyermekei közelében, Salzburg mellett telepedett le, 2005-ben itt hunyt el. 
Életrajzát Heiko Langhans írta meg Az ember, aki elhozta a jövőt címmel.

## Művei
- UFO az éjszakai égen (UFO am Nachthimmel) 1955
- A vaszabáló (Der Eisenfresser) 1962
- Hádész – a száműzöttek világa (Hades, Welt der Verbannten) 1966
- Perry Rhodan-sorozat (192 füzetes regény)

### Magyarul
- A titokzatos bolygó. Fantasztikus regény; ford. Elek István; Móra, Bp., 1964 (Delfin könyvek)[6][7][8][9]
- Csak egy fotó és Világvége (novellák, Galaktika, 1987)[10]
- Hádész, a száműzöttek világa; ford. Szilvásy György; Gulliver, Bp., 1990

## Emlékezete
- Az 1990-ben felfedezett 15265-ös aszteroidát Ernsting után nevezték el 2003-ban.